# Psy 4 de la rime
Psy 4 de la rime ist eine französische Hip-Hop-Gruppe aus Marseille mit afrikanischen Wurzeln.

## Etymologie
„Psy 4“ ist ein Homophon zu Psychiatres (französisch für Psychiater).

## Geschichte
Psy 4 de la rime besteht aus den Musikern Soprano (Saïd M’Roumbaba), Segnor Alonzo (Kassim Djae), Don Vicenzo (Illiassa Issilame) und DJ Sya Styles (Rachid Ait Baar, 1978–2015). Die Gruppe wurde durch eine Dokumentation von Arte bekannt. Nach dieser Dokumentation waren ihre Auftritte ausverkauft und sie spielten auf dem Label 361 Records einige Songs ein und waren 1999 auch auf dessen La Cosca Mixptape vertreten, sowie ein Jahr später auf der Sad Hill Impact-Compilation von DJ Kheops. 2002 brachte Psy 4 de la rime ihr erstes Album Block Party raus, welches sich über 100.000 Mal verkaufte. Die Single Le son de bandits wurde ebenfalls ein Erfolg in der französischen Hip-Hop-Szene. 2005 wurde das Album Enfants De La Lune veröffentlicht. Soprano begann daraufhin seine Solokarriere 2006 mit dem Album Street. Das Album Les Cités D’Or erschien Anfang 2008 und erreichte Platz 1 der französischen Charts.

## Diskografie

### Studioalben
| Jahr | Titel              | Höchstplatzierung, Gesamtwochen, AuszeichnungChartplatzierungen (Jahr, Titel, Platzierungen, Wochen, Auszeichnungen, Anmerkungen) | Höchstplatzierung, Gesamtwochen, AuszeichnungChartplatzierungen (Jahr, Titel, Platzierungen, Wochen, Auszeichnungen, Anmerkungen) | Höchstplatzierung, Gesamtwochen, AuszeichnungChartplatzierungen (Jahr, Titel, Platzierungen, Wochen, Auszeichnungen, Anmerkungen) | Anmerkungen                              |
| Jahr | Titel              | FR | BEW | CH | Anmerkungen                              |
| ---- | ------------------ | --- | --- | --- | ---------------------------------------- |
| 2002 | Block Party        | FR7 (27 Wo.)FR | — | — |                                          |
| 2005 | Enfants de la lune | FR3 (31 Wo.)FR | BEW50 (9 Wo.)BEW | CH78 (3 Wo.)CH | Erstveröffentlichung: 22. September 2005 |
| 2008 | Les cités d’or     | FR1 Gold · (40 Wo.)FR | BEW10 (24 Wo.)BEW | CH21 (6 Wo.)CH | Erstveröffentlichung: 26. Mai 2008       |
| 2013 | 4ème Dimension     | FR3 (31 Wo.)FR | BEW6 (36 Wo.)BEW | CH31 (4 Wo.)CH | Erstveröffentlichung: 1. April 2013      |

### Livealben
| Jahr | Titel                                             | Höchstplatzierung, Gesamtwochen, AuszeichnungChartplatzierungen (Jahr, Titel, Platzierungen, Wochen, Auszeichnungen, Anmerkungen) | Höchstplatzierung, Gesamtwochen, AuszeichnungChartplatzierungen (Jahr, Titel, Platzierungen, Wochen, Auszeichnungen, Anmerkungen) | Höchstplatzierung, Gesamtwochen, AuszeichnungChartplatzierungen (Jahr, Titel, Platzierungen, Wochen, Auszeichnungen, Anmerkungen) | Anmerkungen                          |
| Jahr | Titel                                             | FR | BEW | CH | Anmerkungen                          |
| ---- | ------------------------------------------------- | --- | --- | --- | ------------------------------------ |
| 2009 | Autour des cités d’or – Live au Dôme de Marseille | FR52 (7 Wo.)FR | BEW45 (6 Wo.)BEW | — | Erstveröffentlichung: 20. April 2009 |

Weitere Livealben
- 2003: Live au dock des suds

### Singles
| Jahr | Titel Album                                      | Höchstplatzierung, Gesamtwochen, AuszeichnungChartplatzierungen (Jahr, Titel, Album, Platzierungen, Wochen, Auszeichnungen, Anmerkungen) | Höchstplatzierung, Gesamtwochen, AuszeichnungChartplatzierungen (Jahr, Titel, Album, Platzierungen, Wochen, Auszeichnungen, Anmerkungen) | Anmerkungen                             |
| Jahr | Titel Album                                      | FR | CH | Anmerkungen                             |
| --- | ------------------------------------------------ | --- | --- | --------------------------------------- |
| 2002 | Le son des bandits Block Party                   | FR34 (15 Wo.)FR | — | feat. Saleem                            |
| 2002 | Block Party                                      | FR91 (3 Wo.)FR | — |                                         |
| 2003 | La vengeance aux deux visages Block Party        | FR40 (13 Wo.)FR | — |                                         |
| 2003 | Sale bête (Live) Live au dock des suds           | FR70 (9 Wo.)FR | CH75 (3 Wo.)CH | Erstveröffentlichung: 17. November 2003 |
| 2005 | Le monde est... Enfants de la lune               | FR44 (15 Wo.)FR | — |                                         |
| 2006 | Enfants de la lune                               | FR43 (11 Wo.)FR | — | feat. Ana Torroja                       |
| 2006 | Effet de style, effet de mode Enfants de la lune | FR70 (6 Wo.)FR | — |                                         |
| 2013 | Crise de nerfs 4ème Dimension                    | FR48 (9 Wo.)FR | — | Erstveröffentlichung: 28. Januar 2013   |
| 2013 | Visage de la honte 4ème Dimension                | FR48 (14 Wo.)FR | — | Erstveröffentlichung: 1. März 2013      |
| 2013 | Le temps d’un instant 4ème Dimension             | FR44 (22 Wo.)FR | — | Erstveröffentlichung: 15. Juli 2013     |
| Folgende Lieder erschienen nicht als Single, wurden aber durch das Album zum Download und Streaming bereitgestellt und konnten somit eine Platzierung erlangen: |                                                  | | |                                         |
| |                                                  | | |                                         |
| 2013 | Follow Me 4ème Dimension                         | FR26 (10 Wo.)FR | — |                                         |
| 2013 | Un Marseillais à Paris 4ème Dimension            | FR137 (1 Wo.)FR | — |                                         |
| 2013 | Le retour des blocks 4ème Dimension              | FR175 (1 Wo.)FR | — |                                         |

### Gastbeiträge
| Jahr | Titel Album          | Höchstplatzierung, Gesamtwochen, AuszeichnungChartplatzierungen (Jahr, Titel, Album, Platzierungen, Wochen, Auszeichnungen, Anmerkungen) | Höchstplatzierung, Gesamtwochen, AuszeichnungChartplatzierungen (Jahr, Titel, Album, Platzierungen, Wochen, Auszeichnungen, Anmerkungen) | Anmerkungen                |
| Jahr | Titel Album          | FR | CH | Anmerkungen                |
| --- | -------------------- | --- | --- | -------------------------- |
| Folgende Lieder erschienen nicht als Single, wurden aber durch das Album zum Download und Streaming bereitgestellt und konnten somit eine Platzierung erlangen: |                      | | |                            |
| |                      | | |                            |
| 2019 | Self Made Man Yasuke | FR199 (1 Wo.)FR | — | IAM feat. Psy 4 de la rime |